# Wilhelm Rieger
Pour les articles homonymes, voir Rieger.
Wilhelm Rieger (né le 7 mai 1878 à Sarrebourg en Alsace-Lorraine et mort le 15 mars 1971 à Stuttgart) est un économiste allemand. Il est l'auteur de plusieurs ouvrages dans ce domaine.

## Biographie
Wilhelm Rieger naît le 7 mai 1878 à Sarrebourg, alors ville allemande du Reichsland Elsaß-Lothringen. Il commence par étudier le droit, avant de se tourner en 1916 vers l’économie à l'université de Strasbourg. Il soutient sa thèse de doctorat « Die Gründe für den Übergang zur Goldwährung in Deutschland » le 16 novembre 1918 . 
Wilhelm Rieger est engagé dès 1919 comme chargé de cours à la Hochschule für Wirtschafts- und Sozialwissenschaften, l'École supérieure des sciences sociales et du commerce de Nuremberg. En 1925, il devient professeur à temps plein. Il compte parmi ses étudiants le jeune Ludwig Erhard. En 1928, Rieger est nommé professeur d'économie à l'université de Tübingen. Rieger se retire de l’enseignement en 1947.
Wilhelm Rieger décède le 15 mars 1971, à Stuttgart.

## Publications
- Die Gründe für den Übergang zur Goldwährung in Deutschland. Dissertation, Universität Straßburg, 16. Novembre 1918
- Einführung in die Privatwirtschaftslehre. Nürnberg: Hochschulbuchhandlung Krische & Co., 1928, VI, 331 S.; 3., unveränd. Auflage. Erlangen: Palm und Enke, 1984.
- Schmalenbachs dynamische Bilanz. Eine kritische Untersuchung. Stuttgart: Kohlhammer, 1936, VIII, 136 S.; 2. Auflage, 1954.

## Sources
- Johannes Fettel, Hanns Linhardt (dir.): Der Betrieb in der Unternehmung. Festschrift für Wilhelm Rieger zu seinem 85. Geburtstag, Stuttgart, Kohlhammer, 1963.
- Helmut Marcon , Heinrich Strecker : Artikel 69. Wilhelm Rieger, in 200 Jahre Wirtschafts- und Staatswissenschaften an der Eberhard Karls Universität Tübingen. Leben und Werk der Professoren vol. I, Steiner, Stuttgart, 2004 ( p. 515-519).
- Die Unternehmung im Markt. Festschrift für Wilhelm Rieger zu seinem 75. Geburtstag. Stuttgart; Köln: Kohlhammer, 1953.